# Курчум-Нор'я
Курчу́м-Но́р'я (рос. Курчум-Норья, удм. Курчум) — присілок в Малопургинському районі Удмуртії, Росія.
Урбаноніми:
- вулиці — Керемет, Нарядна, Центральна, Шкільна
- провулки — Центральний

## Населення
Населення — 273 особи (2010; 268 в 2002).
Національний склад станом на 2002 рік:
- удмурти — 91 %